# PAE Olimbiakósz SZFP
Az Olimbiakósz SZFP (görögül: Ολυμπιακός Σύνδεσμος Φιλάθλων Πειραιώς, magyar átírásban: Olimbiakósz Színdezmosz Filáthlon Pireósz, nemzetközi nevén: Olympiacos FC), vagy röviden csak Olimbiakósz egy görög labdarúgócsapat, a Panathinaikósz és az AÉK Athína mellett Görögország egyik legnépszerűbb csapata. A csapatot 1925-ben alapították Pireuszban. 
A csapat színei a piros és a fehér. A görög labdarúgás legsikeresebb csapata.

## Sikerlista
- Görög bajnok (48): 1931, 1933, 1934, 1936, 1937, 1938, 1947, 1948, 1951, 1954, 1955, 1956, 1957, 1958, 1959, 1966, 1967, 1973, 1974, 1975, 1980, 1981, 1982, 1983, 1987, 1997, 1998, 1999, 2000, 2001, 2002, 2003, 2005, 2006, 2007, 2008, 2009, 2011, 2013, 2014, 2016, 2017, 2020, 2021, 2022, 2025
- Görög kupagyőztes (29): 1947, 1951, 1952, 1953, 1954, 1957, 1958, 1959, 1960, 1961, 1963, 1965, 1968, 1971, 1973, 1975, 1981, 1990, 1992, 1999, 2005, 2006, 2008, 2009, 2012, 2013, 2015, 2020, 2025
- Görög szuperkupa-győztes (4): 1980, 1987, 1992, 2007
- Balkán-kupa-győztes (1): 1963
- UEFA Európa Konferencia Liga-győztes (1): 2023–24
- UEFA Ifjúsági Liga (1): 2023–20

## Jelenlegi csapat
2025. február 1-i állapot szerint.
| #  |     | Poszt | Név                                                           |
| -- | --- | ----- | ------------------------------------------------------------- |
| 1  | GRE | K     | Aléxandrosz Paszhalákisz                                      |
| 3  | ARG | V     | Francisco Ortega                                              |
| 4  | FRA | V     | Giulian Biancone                                              |
| 5  | ITA | V     | Lorenzo Pirola                                                |
| 8  | NZL | KP    | Marko Stamenić (kölcsönben a Nottingham Forest FC csapatától) |
| 9  | MAR | CS    | Ayúb El Kabí                                                  |
| 10 | POR | CS    | Gelson Martins                                                |
| 11 | NOR | CS    | Kristoffer Velde                                              |
| 14 | ESP | KP    | Dani Garcia                                                   |
| 16 | ANG | V     | David Carmo (kölcsönben a Nottingham Forest FC csapatától)    |
| 17 | UKR | CS    | Roman Jaremcsuk                                               |
| 19 | GRE | CS    | Jeórjiosz Maszúrasz                                           |
| 20 | POR | KP    | Costinha                                                      |
| 21 | POR | KP    | Andre Horta (kölcsönben a Braga csapatától)                   |

| #  |     | Poszt | Név                         |
| -- | --- | ----- | --------------------------- |
| 22 | POR | KP    | Chiquinho                   |
| 23 | BRA | V     | Rodinei                     |
| 31 | GRE | K     | Nikólaosz Bótisz            |
| 32 | ARG | KP    | Santiago Hezze              |
| 45 | GRE | V     | Panajótisz Récosz ()        |
| 50 | HON | V     | Luis Palma                  |
| 64 | GRE | KP    | Antónisz Papaknéllosz       |
| 70 | NGA | V     | Bruno Onyemaechi            |
| 84 | GRE | CS    | Haralámposz Kostúlasz       |
| 88 | GRE | K     | Konsztandínosz Dzolákisz    |
| 96 | GRE | KP    | Krísztosz Muzakítisz        |
| 97 | TUR | KP    | Yusuf Yazıcı                |
| 99 | GRE | K     | Aléxandrosz Anagnostópulosz |
|    | BRA | V     | Ramon                       |
|    | ESP | CS    | Jefte Betancor              |

## Az Olimbiakósz korábbi magyar labdarúgói
- Megyeri Balázs (2010–2015)
- Németh Krisztián (2010–2011)
- Laczkó Zsolt (2007–2008)
- Détári Lajos (1988–1990)